# Saelred de Essex

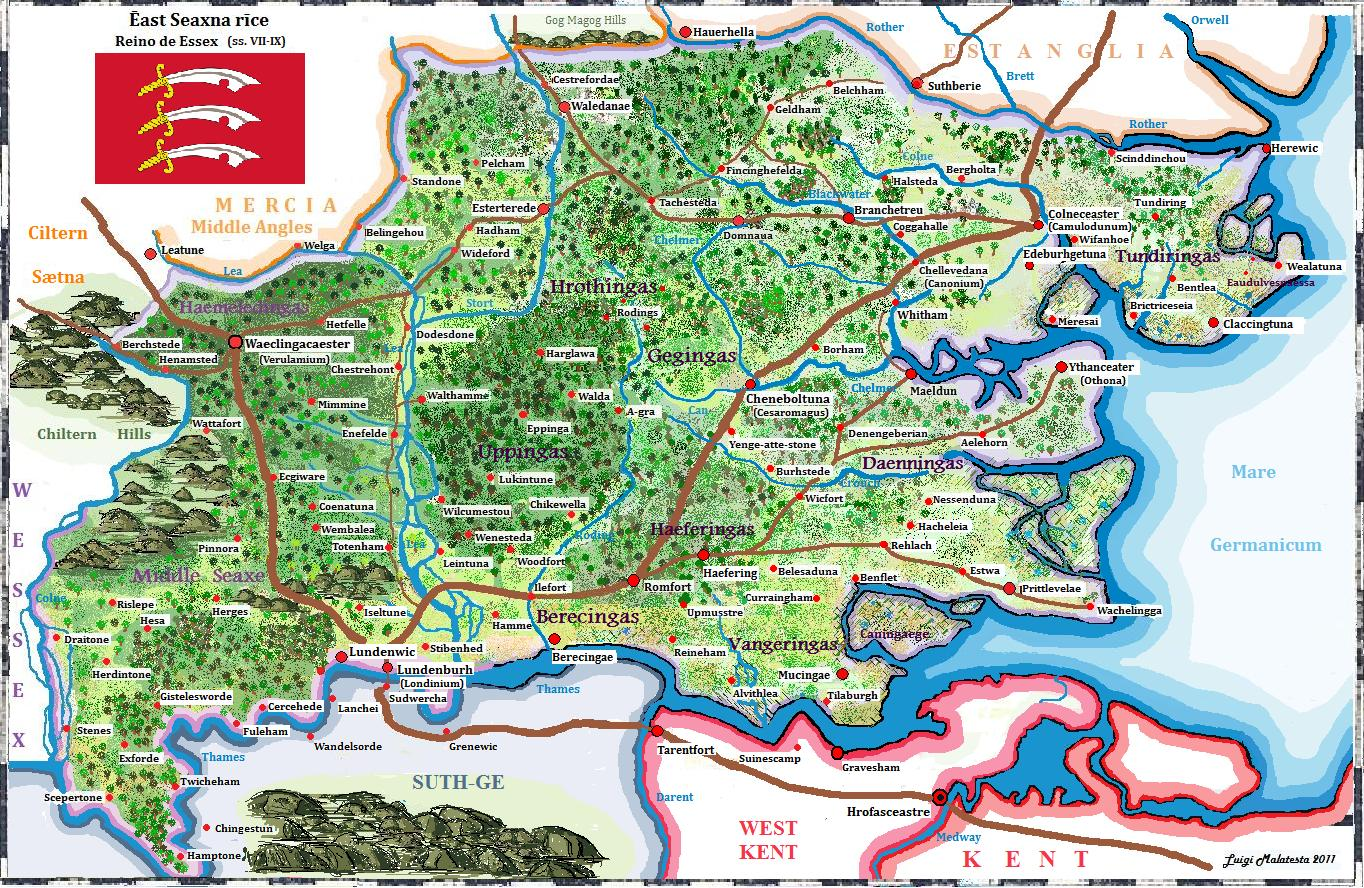
Mapa del reino de Essex bajo el reinado de Saelred de Essex

Selered o Saelred de Essex fue rey de Essex de c. 709 a 746. Su derecho al trono se debió a ser descendiente de Sledd de Essex, el fundador de su dinastía. Parte de su reinado se produjo conjuntamente con Swaefbert, quien se piensa que pudo haber gobernado en la parte de Middlesex. Su fecha de muerte se conoce por una entrada en la Crónica anglosajona, a pesar de que las circunstancias no fueron precisadas.
Saelred fue sucedido por Swithred, nieto de Sigeheard. El hijo de Saelred, Sigeric, sucedió a Swithred.
Como sus predecesores, Saelred no fue un gobernante independiente, sino dependiente del Reino de Mercia.